# Adolfo Arata
Adolfo Arata Andreani (Chiavari, Italia, 18 de abril de 1950) es un ingeniero, doctor en ingeniería (Phd), académico y empresario italiano nacionalizado chileno. Esta última nacionalidad le fue concedida por especial gracia.

## Biografía
Nace el 18 de abril de 1950 en Chiavari, provincia de Génova, en la región italiana de Liguria. Llega a muy temprana edad a Chile, país en el cual forma su familia y se desarrolla tanto profesional como empresarialmente, logrando una fecunda trayectoria académica y empresarial. Por su aporte a Chile el Congreso en 1999 le otorga la nacionalidad chilena por especial gracia. Mantiene un estrecho vínculo profesional con su país de nacimiento.
Es Ingeniero Civil Mecánico de la Universidad Técnica Federico Santa María-Chile (1974), perfeccionamiento en Pre-Ingeniería de Proyectos Industriales-Brasil de la OEA (1977), Diplomado en Ingeniería Industrial de la Pontificia Universidad Católica de Valparaíso-Chile (1982), Doctor Ingeniero (PhD) en Ciencias Empresariales de la Universidad de Lérida (España) (2003), y profesor invitado del Politécnico de Milán-Italia e Investigador del Centro de energía renovables ENEA y JRC (UE) en Ispra-Italia (1989-1990).
En el ámbito académico es profesor de la Pontificia Universidad Católica de Valparaíso (Chile), profesor invitado en programas de postgrado en la Universidad de Chile, el Politécnico de Milán, la Universidad Austral (Argentina). Fue Profesor Titular, Decano de Ingeniería (1987-1989) y Rector en dos periodos (1993-2001) de la Universidad Santa María (Chile). Ha sido profesor, miembro de Tribunales de Postgrado e investigador de otras universidades tanto en Chile (Adolfo Ibáñez y Gabriela Mistral) como en el extranjero (Bocconi, Bérgamo y Lérida). Con el apoyo de diversas organizaciones como: CONICYT, UE, CYTED-D, Gobierno de Italia, PUCV, USM, ha desarrollado proyectos de investigación en las áreas de: Competitividad e Innovación; Clúster, Distritos Industriales y Pymes; Organización y Gestión Participativa; Gestión de Activos y Confiabilidad Operacional; y Ahorro y Alternativas de energía. Además ha participado en temas de la Educación Superior y de la Relación Universidad-Empresa.
Fue miembro del Consejo Directivo de la Iniciativa Científica Milenio (ICM) de Chile (2010-2018), y Réferi de la Agenzia Nazionale di Valutazione del Sistema Universitario e della Ricerca (ANVUR) del Ministero dell'Istruzione de Italia, a partir del 2012. Fue miembro de la Comisión de Becas de la presidencia de la República (2006-2007) y de la Comisión Nacional de Acreditación CNA (2007-2013) la cual lo distinguió por sus contribuciones.
En el ámbito empresarial se desarrolla, a través del Centro de Desarrollo de Gestión Empresaria (CGS) con diversos sectores industriales relacionados con grandes empresas tanto locales como transnacionales. Es director de CGS, compañía que opera nacional e internacionalmente en el ámbito de la consultoría, ingeniería y formación. El Centro CGS ha sido distinguido por el programa Made in Chile 2010 como una empresa innovadora por el desarrollo de la plataforma informática R-MES (Reliability Engeeniering System) y por G-Lab de la Sloan School del MIT (USA). A nivel empresarial mantiene actividades con el sector agrícola, inmobiliario y de los servicios. Fue Presidente de la Cámara de Comercio y la Producción de la Región de Valparaíso (2001-2003), período en el cual llevó a cabo un plan de desarrollo estratégico orientado a la creación de una red de nuevas empresas vinculadas con las nuevas tecnologías y a la internacionalización de la actividad empresarial de la Región. Además estableció vínculos con Cámaras de distintas regiones europeas y Eurocentros para la realización de misiones empresariales para motivar y facilitar el intercambio comercial entre Chile y Europa. Es miembro como socio fundador del Centro de Innovación y Negocios (CIN), agrupación de empresarios de la V región orientado al fomento y desarrollo de nuevos negocios en el ámbito de la innovación.

## Distinciones
Ha recibido varias distinciones por su trayectoria académica y empresarial, entre las que se destacan: Nacionalidad chilena otorgada por especial gracia en 1999 por el Congreso Nacional de Chile (Ley de la República N.º 19.636); Ligure Ilustre del Mundo con ocasión de Génova Capital de Europa el 2004; Empresario Europeo Destacado Año 2001, otorgado por las Eurocámaras A.G.; Personaje del Año 2001 por el diario El Mercurio de Valparaíso; Premio Oscar Pizarro Escalante, otorgado por la Asociación de Exalumnos USM (2000); Liguria International Technology for Development Prize (distinción al equipo de investigación del programa CYTED-D de España); Medalla de Reconocimiento del Departamento de Industrias de la USM por la creación de dicha Unidad Académica.
Algunos de sus desarrollos y creaciones han sido distinguidas entre las iniciativas innovadoras más destacadas por el programa Innova Chile (Chile País Digital y Corfo), como: la Plataforma Informática RMES para la Confiabilidad Operacional en la versión Servicios de Exportación (2010); la Academia de Ciencias Aeronáuticas, en alianza entre la USM y la compañía aérea comercial LAN, y la Escuela de Emprendimiento Columbus del 3ie de la USM, esta dos últimas en la versión Educación Superior (2008).
Para su desarrollo profesional ha recibido el apoyo de varias organizaciones, entre las cuales, la Fundación Andes-Chile, la United States Information Agency-USA, el Gobierno de Italia y la Organización de Estados Americanos (OEA).

## Obras

### Libros
Como resultado de su desarrollo académico y empresarial ha publicado y participado de más de 200 artículos y 15 libros en las áreas de su especialidad la: ingeniería, educación superior e innovación para el desarrollo territorial. Los libros son:
| Título                                                                                  | Editorial            |
| --------------------------------------------------------------------------------------- | -------------------- |
| Advanced Maintenance Modeling for Asset Management                                      | Springer (2018)      |
| Ingeniería de la Confiabilidad                                                          | RIL (2013)           |
| Spin-off Universidad Emprendedora                                                       | USM (2010)           |
| Desafíos y Perspectivas de la Dirección Estratégica de las Instituciones Universitarias | CNA (2010)           |
| Ingeniería y Gestión de la Confiabilidad en Plantas Industriales                        | RIL (2009)           |
| Manual de Gestión de Activos y Mantenimiento                                            | RIL (2005)           |
| Organización Liviana y Gestión Participativa                                            | RIL (2004)           |
| Altas Tecnologías, Productividad y Redes de Pyme                                        | L’Institute (2005)   |
| Organizzazione Snella                                                                   | Franco Angeli (2002) |
| Excelencia Académica y Gestión Universitaria. Una combinación necesaria y posible       | USM (2001)           |
| Organización Liviana. Modelo de Excelencia Empresarial                                  | McGraw Hill (2001)   |
| Progettare la Fabbrica Snella                                                           | Franco Angeli (1999) |
| Manuale di Manutenzione degli Impianti Industriali e Servizi                            | Franco Angeli (1998) |
| Ingeniería de Secado Solar, Ediciones 5º Centenario                                     | CYTED-D (1992)       |
| Uso de Invernaderos como Fuente Colectora de Energía Solar                              | USM (1989)           |
| Planta de Colectores Solares Planos, Manual de Proyectos                                | USM (1987)           |

### Desarrollos
Producto de su trabajo de investigación y su relación con la industria a nivel internacional ha desarrollado: el enfoque y la correspondiente Plataforma Informática R-MES orientada a la Confiabilidad Operacional de instalaciones industriales intensivas en activos físicos, la que ha sido implementada a nivel internacional en grandes empresas; el Modelo (3e+i), elaborado con la participación de Alessio Arata, para la determinación de la competitividad sustentable empresarial; el modelo OIL, desarrollado junto a Luciano Furlanetto, para el desarrollo de organizaciones livianas y participativas; y el Método o(Ht-f) para determinar el comportamiento de largo plazo de instalaciones solares para calentamiento de fluidos, a través de este método se proyectó una de las primeras plantas industriales para calentamiento de 50 m³ de agua por día de la Casa de Cambio n° 3 de la División Salvador de Codelco-Chile (1979) que operó exitosamente por más de 20 años y también para el diseño de la planta de deshidratado de frutas en Panquehue (1984).

### Unidades y Programas
Ha creado diversos programas de Magíster en las áreas: de la Gestión de Activos y la Confiabilidad Operacional (MAM), de Proyectos de Inversión (MIP) y de Innovación y Emprendimiento (MITE).
En relación con nuevas unidades, en la USM, creó el Instituto Internacional para la Innovación Empresarial (3ie); la Academia de Ciencias Aeronáuticas (ACA), con la participación compañía aérea LAN; el Campus Santiago, con el apoyo de la empresa Nestlé; el Centro de Excelencia CPYME, con la participación de la Universidad Luigi Bocconi de Milán y el apoyo del gobierno de Italia; el Campus Guayaquil, con el soporte económico de empresarios del Ecuador; el Centro de Desarrollo con Motorola; el Laboratorio TIC-Intel con el apoyo de la Fundación Intel; el Departamento de Industrias; la Escuela de Arquitectura; la Incubadora de Empresas 3ie; la Escuela de Emprendimiento de Negocios Tecnológicos Columbus. Además creó el CINDE, un operador de CORFO para la Región de Valparaíso. Muchas de estas iniciativas orientadas a la creación de un Polo Tecnológico en Valparaíso para Chile, del cual le correspondió ser su Presidente, el que finalmente no logró su realización.

## Trayectoria

### Centro de Desarrollo Empresarial (CGS)
Por su vínculo con el sector empresarial y sensible con los problemas energéticos de la época, el año 1978 crea la sociedad CGS orientada tanto a la investigación aplicada relacionada la energía solar como al diseño y construcción de las primeras plantas industriales que utilizan esa fuente energética no convencional. De este trabajo resultó la creación del método (o-Ht)f que permite estimar el comportamiento de largo plazo de plantas térmicas de energía solar, transformándose en una poderosa y rigurosa herramienta de cálculo en proyectos de ingeniería. Estos logros le permitieron continuar con una labor orientada a la búsqueda de nuevas soluciones energéticas en centros de investigación de la Unión Europea y en estudios de conservación y ahorro energético en diferentes empresas, con particular énfasis en la gran minería chilena.
Superada la crisis energética, y del trabajo de investigación y consultoría realizado en Europa, a partir del año 1990 aborda una nueva etapa en CGS, orientada a la incorporación en la gran empresa el concepto asociado con la Organización Integrada y Liviana (OIL), que corresponde a una nueva forma de estructurar la organización que privilegia los procesos por sobre las funciones facilitando un estilo de gestión participativo. También en esa época le correspondió la incorporación temprana el Mantenimiento Productivo Total (TPM), que se asocia a una nueva filosofía de la gestión global de los equipos con el compromiso de toda la organización. El nombre de Centro de Desarrollo de Gestión Empresarial (CGS) formalmente se constituye en 1997 y solo el año 2005 toma la decisión de transformar el know how y relaciones tanto académicas como profesionales personales en una compañía de nicho (I&D+i), orientada a la consultoría, la formación y el desarrollo en las áreas de la Gestión de Activos y la Confiabilidad Operacional en su aplicación tanto en proyectos de capital como en las operaciones industriales a través de la implementación de desarrollos propios como es el enfoque y la plataforma informática R-MES Stand-Alone y R-MES Suite. RMES Suite es un software informático para la gestión del desempeño de los activos (APM), que reúne una serie de procesos que van desde la captura automática de los datos, hasta la visualización en línea de resultados, análisis y oportunidades de mejora que ha penetrado de manera significativa en el sector minero (sobre 70% en la gran minería Chilena, como también en Perú) y en otros sectores industriales (energía, petroquímica, alimento) tanto en Chile como en el extranjero. Desde ese entonces CGS experimenta un crecimiento sostenido en términos de número de profesionales, cobertura geográfica, reconocimiento, relaciones universitarias y usuarios, estos últimos relacionados principalmente con grandes compañías locales y transnacionales de diversos sectores intensivos en capital como: el minero, la energía, la pretro-química, el siderúrgico, el transporte, los servicios, la ingeniería de proyecto, el tratamiento de agua, entre otros.

### Universidad Técnica Federico Santa María
En la Universidad Técnica Federico Santa María tuvo una fructífera trayectoria administrativa-académica, ocupando cargos como el de: director del Departamento de Mecánica (1982-1985); director general de Asistencia Técnica (1985-1988); decano de la Facultad de Ingeniería (1987-1989); miembro del Consejo Superior (1993); rector de la Universidad por dos períodos (19, Director del Instituto Internacional para la Innovación Empresarial (2001-2006); Director del Centro de la Competitividad, la Innovación Empresarial y la Gestión de Activos (2008-2011). En todas estas posiciones se distinguió por el desarrollo de iniciativas innovadoras y anticipatorias a los tiempos relacionadas con: el quehacer universitario, la integración universidad-empresa, la internacionalización institucional, y el compromiso entre la excelencia académica y la gestión universitaria.
En la Dirección General de Asistencia Técnica, unidad creada por su iniciativa y orientada a la vinculación de la Universidad con el sector productivo nacional, logró convenios de consultorías, proyectos de desarrollo y proyectos de ingeniería, superando la tradicional vinculación Universidad-Empresa que se limitaba principalmente a servicios de laboratorio y capacitación.
Como Decano de la Facultad de Ingeniería incorporó una forma de organización descentralizada orientada a fortalecer la capacidad de autogestión y visión de “Negocio” de las Unidades Académicas y creó el Departamento de Industrias orientado a la formación de Ingenieros Civiles Industriales, en el que además se imparte la carrera Ingeniería Comercial y diversos programas de magíster para ejecutivos. Su motivación para la creación del Departamento de Industrias fue la formación de un profesional más global con una mayor capacidad de gestión, de manera de complementar la sólida formación científica y tecnológica que caracteriza al profesional de la USM.
Como Rector, incorporó un nuevo estilo de gestión universitaria y lideró un Plan de Desarrollo Estratégico (1992), no común para el quehacer universitario de la época, que tuvo entre sus pasos estratégicos: la vinculación con el mundo externo, el liderazgo en las áreas de acción, la innovación como meta, y la humanización profesional.
Entre las acciones específicas que desarrolló vale destacar el aplanamiento de la estructura organizacional eliminando las facultades; el desarrollo de una nueva forma de gestión universitaria; y el impulso a diversos convenios, proyectos y programas. Acciones que permitieron a la USM dar un salto cuantitativo y cualitativo de su quehacer y de sus relaciones con el entorno nacional e internacional que se manifestó en diversos y positivos resultados en el ámbito académico y económico. Esta gestión universitaria le permitió un importante reconocimiento a nivel nacional y al interior de la universidad lo que contribuyó para ser elegido para un segundo periodo con un apoyo de prácticamente el 70% entre los tres candidatos.
Al término de su rectorado crea el Instituto Internacional de Innovación Empresarial (3ie), del cual fue su director entre 2001 y 2005. Crea el 3ie con el objeto de apoyar a los alumnos universitarios y a empresarios jóvenes a desarrollar empresas innovadoras con visión global y de futuro. En el último tiempo, ha participado como conferencista invitado y como miembro en comisiones de defensa de tesis, y reconocido como creador del departamento de industrias durante la celebración de los 30 años desde su fundación.

### Pontificia Universidad Católica de Valparaíso
El año 2011 se integra como profesor de la Pontificia Universidad Católica de Valparaíso en la que asume la tarea de contribuir con mejorar la relación de la institución con el medio empresarial y colaborar con la presencia internacional. Con el objeto de dar cumplimiento con la labor encomendada crea en la Escuela de Ingeniería Industrial, ese mismo año, el Magíster en Ingeniería Industrial mención Gestión de Activos y Confiabilidad Operacional (MAM) con éxito, lo que queda reflejado por la cantidad de alumnos cursando el programa en diferentes locaciones geográficas de Chile. También gestiona diversos acuerdos con el Politécnico de Milán, tanto a nivel institucional como de la Escuela de Ingeniería Industrial, relacionados con el intercambio de profesores y alumnos, con el programa de doble doctorado (PhD), el desarrollo de un área de investigación en el campo del conocimiento del Magíster MAM, la incorporación de la PUCV en la Red de Universidades Italianas y Chilenas, y en la participación de proyectos de investigación, financiados por la Unión Europea, liderados por el Politécnico de Milán.

## Nacionalidad por gracia especial
En septiembre de 1999 recibió la nacionalidad chilena por especial gracia, según proyecto de ley emanado desde el senado y aprobado por el Congreso Nacional de Chile y finalmente promulgado por el presidente Eduardo Frei Ruiz-Tagle.
El proyecto de entrega de nacionalidad por especial gracia a Arata fue aprobado en la Comisión de DD.HH. del Senado por unanimidad.